# Port lotniczy Ujun al-Atrus
Port lotniczy Ujun al-Atrus (IATA: AEO, ICAO: GQNA) – port lotniczy położony w Ujun al-Atrus, w Mauretanii.